# Kelenken
Kelenken (podle božstva kmene Tehuelčů Kélenkena) byl rod velkého nelétavého ptáka z čeledi Phorusrhacidae. Žil v období středního miocénu (asi před 15 miliony let) na území dnešní Argentiny. Fosilie tohoto nelétavého predátora byly objeveny roku 1999 na území provincie Río Negro v argentinské Patagonii. Formálně byl druh K. guillermoi popsán v roce 2007.

## Popis

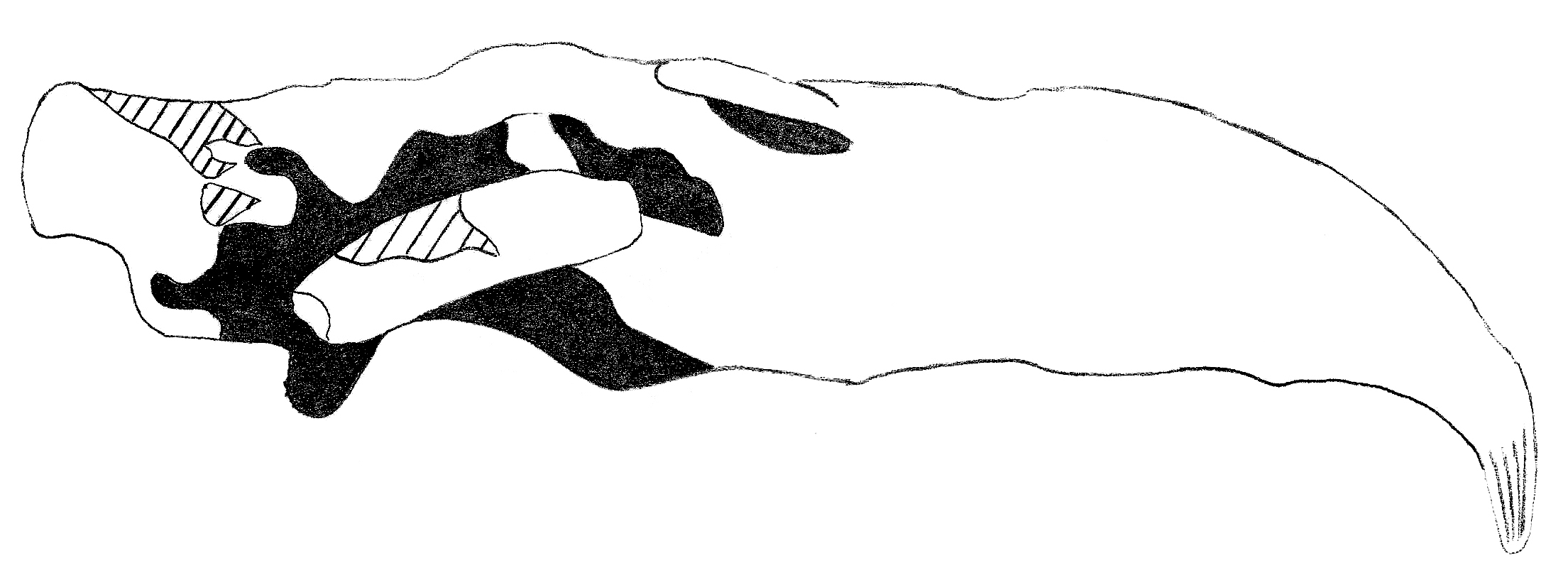
Kresba horní části lebky kelenkena.

Kelenken je největším známým zástupcem své čeledi. Jeho lebka měřila na délku 71,6 cm (z toho zobák 46 cm) a je tak největší známou ptačí lebkou vůbec. Kelenken byl vysoký asi 2,5 až 3,2 metru a vážil kolem 250 kg. Kost dolní končetiny – tarsometatarsus – měřila na délku kolem 45 cm, což ukazuje na rychlého běžce. Kelenken je zřejmě největším známým dravým ptákem historie. Svoji kořist (nejspíš středně velcí savci a plazi) zabíjel klovnutím silného zobáku nebo silným kopnutím svalnatých nohou. Ty mu zároveň sloužily i k rychlému běhu při lovu na otevřených pampách.